# Liste der denkmalgeschützten Objekte in Kaltenleutgeben
Die Liste der denkmalgeschützten Objekte in Kaltenleutgeben enthält 11 denkmalgeschützte, unbewegliche Objekte der Gemeinde Kaltenleutgeben.

## Denkmäler
| Foto |                 | Denkmal | Standort                                                              | Beschreibung | Metadaten |
| ---- | --------------- | --- | --------------------------------------------------------------------- | --- | --- |
| ja   | Datei hochladen | Dreifaltigkeitssäule HERIS-ID: 59174 Objekt-ID: 70200                                                                      | gegenüber Dreifaltigkeitsplatz 7 Haus 1 Standort KG: Kaltenleutgeben  | Barocke Figurengruppe auf Pfeiler, ursprünglich in Perchtoldsdorf aufgestellt | BDA-Hist.: Q38086191 Status: § 2a Stand der BDA-Liste: 2025-06-30 Name: Dreifaltigkeitssäule GstNr.: 465/1                                                                                                |
| ja   | Datei hochladen | Wohnhaus HERIS-ID: 65170 Objekt-ID: 77988                                                                                  | Hauptstraße 74 Standort KG: Kaltenleutgeben                           | Strenghistoristische Villa mit Eckturm um 1865. Als Professorenvilla bezeichnet, war sie der Wohnsitz des Kurarztes Winternitz, der in der Nähe eine Kaltwasseranstalt betrieb. Heute ist in dem Objekt ein Hort der Gemeinde Kaltenleutgeben untergebracht. | BDA-Hist.: Q38109450 Status: § 2a Stand der BDA-Liste: 2025-06-30 Name: Wohnhaus GstNr.: .224 Kaltenleutgeben Professorenvilla                                                                            |
| ja   | Datei hochladen | Rathaus HERIS-ID: 65168 Objekt-ID: 77986                                                                                   | Hauptstraße 78 Standort KG: Kaltenleutgeben                           | Späthistoristischer Repräsentativbau mit Rustika-Uhrturm, um 1900 erbaut und 1981 restauriert | BDA-Hist.: Q38109438 Status: § 2a Stand der BDA-Liste: 2025-06-30 Name: Rathaus GstNr.: 44/3 Rathaus Kaltenleutgeben                                                                                      |
| ja   | Datei hochladen | Ehem. Prissnitzsche Wasserheilanstalt HERIS-ID: 65172 Objekt-ID: 77990                                                     | Hauptstraße 112 Standort KG: Kaltenleutgeben                          | 1835 gegründete Kuranstalt, zweigeschoßiger spätklassizistischer Bau | BDA-Hist.: Q38109466 Status: § 2a Stand der BDA-Liste: 2025-06-30 Name: Ehem. Prissnitzsche Wasserheilanstalt GstNr.: .15/1 Ehemalige Wasserheilanstalt Emmel - Kaltenleutgeben                           |
| ja   | Datei hochladen | Villa Elfenhain, Villa Hönigschmied HERIS-ID: 34147 Objekt-ID: 32120                                                       | Hauptstraße 125-127 Standort KG: Kaltenleutgeben                      | 1883 erbautes späthistoristisches Gebäude mit Wirtschaftsgebäuden aus dem 16./17. Jahrhundert | BDA-Hist.: Q37956529 Status: Bescheid Stand der BDA-Liste: 2025-06-30 Name: Villa Elfenhain, Villa Hönigschmied GstNr.: .283, .84, 494, 493, 492/1, 488/7, 315/2, 284/2                                   |
| ja   | Datei hochladen | Kath. Pfarrkirche, Wallfahrtskirche hl. Jakob der Ältere und Ummauerung mit Stiegenanlage HERIS-ID: 49974 Objekt-ID: 54384 | bei Pfarrgasse 5 Standort KG: Kaltenleutgeben                         | 1729 von Jakob Oeckhl erbaute Barockkirche unterhalb eines Felsabbruchs | BDA-Hist.: Q38037287 Status: § 2a Stand der BDA-Liste: 2025-06-30 Name: Kath. Pfarrkirche, Wallfahrtskirche hl. Jakob der Ältere und Ummauerung mit Stiegenanlage GstNr.: .72 Pfarrkirche Kaltenleutgeben |
| ja   | Datei hochladen | Pfarrhof mit Ummauerung HERIS-ID: 49975 Objekt-ID: 54385                                                                   | Pfarrgasse 5 Standort KG: Kaltenleutgeben                             | Zweigeschoßiger Bau aus dem zweiten Viertel des 18. Jahrhunderts | BDA-Hist.: Q38037300 Status: § 2a Stand der BDA-Liste: 2025-06-30 Name: Pfarrhof mit Ummauerung GstNr.: .73, 523 Pfarrhof Kaltenleutgeben                                                                 |
| ja   | Datei hochladen | Jakobskapelle/Brunnenhaus HERIS-ID: 65176 Objekt-ID: 77994                                                                 | bei Pfarrgasse 5 Standort KG: Kaltenleutgeben                         | Rechteckbau aus dem zweiten Viertel des 18. Jahrhunderts mit Brunnen und Figur des heiligen Jakob unterhalb der Kirche | BDA-Hist.: Q38109475 Status: § 2a Stand der BDA-Liste: 2025-06-30 Name: Jakobskapelle/Brunnenhaus GstNr.: .72 Jakobskapelle, Kaltenleutgeben                                                              |
| ja   | Datei hochladen | Wegkapelle HERIS-ID: 75456 Objekt-ID: 88946                                                                                | bei Promenadegasse 25 Standort KG: Kaltenleutgeben                    | Kapelle mit Figurengruppe Christus am Kreuz | BDA-Hist.: Q38139162 Status: § 2a Stand der BDA-Liste: 2025-06-30 Name: Wegkapelle GstNr.: .312 |
| ja   | Datei hochladen | Wohnhaus, ehem. Gutshof HERIS-ID: 88229 Objekt-ID: 102767                                                                  | Promenadegasse 59 Standort KG: Kaltenleutgeben                        | | BDA-Hist.: Q37724450 Status: Bescheid Stand der BDA-Liste: 2025-06-30 Name: Wohnhaus, ehem. Gutshof GstNr.: .76/1, .76/2                                                                                  |
| ja   | Datei hochladen | Flur-/Wegkapelle HERIS-ID: 93429 Objekt-ID: 108452                                                                         | südlich von Kaltenleutgebener Straße 141 Standort KG: Kaltenleutgeben | Die Wegkapelle wurde 1936 von der Rodauner Zementfabriks AG mit dem Architekten Robert Kramreiter errichtet, die künstlerische Ausgestaltung stammt von Leopold Schmid. Durch einen Gebietstausch zwischen den Gemeinden Perchtoldsdorf und Kaltenleutgeben kam das Gebiet der Wegkapelle mit Anfang 2012 zu Kaltenleutgeben. Das änderte jedoch nichts an den Eigentumsverhältnissen. Das Kapellengebäude blieb wie das umgebende Waldgrundstück im Eigentum der Marktgemeinde Perchtoldsdorf. Es wurde 2017 renoviert. | BDA-Hist.: Q37762241 Status: § 2a Stand der BDA-Liste: 2025-06-30 Name: Flur-/Wegkapelle GstNr.: 609 Wegkapelle bei der Waldmühle                                                                         |